# Eliza Haywood
Pour les articles homonymes, voir Haywood.
Eliza (ou Elisa) Haywood, née Fowler en 1693 dans le Shropshire et morte à Londres le 25 février 1756, est une actrice, journaliste, dramaturge et écrivaine anglaise.
Écrivaine prolifique, Eliza Haywood a, au cours de sa vie, écrit dans de nombreux genres, publiant plus de soixante-dix œuvres romanesques, théâtrales, poétiques, des traductions, de la littérature morale et des périodiques. Elle est considérée à l’heure actuelle comme une des fondatrices du roman anglais. Plusieurs de ses œuvres ont été publiées sans nom d’auteur.

## Origines
Les origines d’Eliza Haywood sont peu claires, celle-ci ayant donné des récits contradictoires de sa propre vie. Quelques détails sont cependant largement acceptés, tels que sa naissance probable dans le Shropshire, sa première apparition dans la sphère publique à Dublin en 1715 lorsqu’elle a été recensée sous le nom de Madame Haywood dans le Timon d'Athènes de Shakespeare par Thomas Shadwell, sa relation avec William Hatchett, le père de son deuxième enfant ou le fait qu’elle a également eu un enfant avec Richard Savage.
Haywood a fait ses débuts en littérature en 1719 avec les deux premiers épisodes du roman Un amour excessif, et sa carrière littéraire s’est achevée l’année de sa mort avec deux livres de morale the Wife et the Husband et le périodique bihebdomadaire The Young Lady. De nombreux aspects de sa carrière littéraire demeurent encore inconnus. Tombée malade en octobre 1755, elle a été enterrée à Westminster.

## Romans
Haywood faisait partie, avec Delarivier Manley et Aphra Behn, du Fair Triumvirate of Wit. Ces trois écrivaines sont considérées comme les auteures les plus éminentes du genre littéraire anglais connu sous le nom de « fiction amoureuse ». On discerne dans la prose d’Eliza Haywood, une évolution du genre des romans d’amour vers des œuvres à caractère plus féministe.
Un de ses romans les plus connus d’Haywood est Anti-Pamela, ou la Fausse innocence découverte. Histoire véritable et attestée par l'expérience de tous les jours. Écrite pour servir de préservatif aux jeunes gens contre les ruses des coquettes. (1741), réplique satirique du roman didactique Pamela, ou la vertu récompensée (1740) de Samuel Richardson, où elle raille l’idée de négocier sa virginité contre une place dans la société.

## Théâtre
Haywood a commencé sa carrière dramatique en 1715 au Smock Alley Theater de Dublin. En 1720, elle s’installe au Lincoln's Inn Fields où John Rich lui demande de réécrire une pièce intitulée The Fair Captive. En 1724, elle a écrit sa première pièce intitulée A Wife to be Lett. Son plus grand succès au Haymarket a été The Opera of Operas, une adaptation à l’opéra de Tragedy of Tragedies de Fielding. En 1735, elle a écrit Companion to the Theatre qui contient des résumés de pièces contemporaines, de la critique littéraire et des observations dramaturgiques, suivi d’un second volume en 1747.

## Journalisme
Eliza Haywood travaillait également pour des périodiques, sur des essais et des manuels de comportement social. Dans le périodique mensuel, The Female Spectator (4 vol., 1744-46), Haywood a écrit sous quatre noms différents (Mira, Euphrosine, Veuve de qualité et Le Spectateur féminin) en réponse au journal contemporain the Spectator d’Addison et Steele, pour prendre position sur des questions publiques telles que le mariage, les enfants, la lecture, l’éducation et la conduite. Premier périodique écrit par une femme pour des femmes, The Female Spectator représente indiscutablement la contribution la plus significative de Haywood à l’écriture féminine.

## Essais
Dans Reflections on the Various Effects of Love (1726) démontre le double standard qui permet aux hommes d’aimer librement sans conséquence sociale en comparaison avec scandale que suscitent les femmes qui en font autant.

## Politique
Eliza Haywood a été politiquement engagée pendant toute sa carrière, rédigeant une série d’histoires parallèles, à commencer par les Memoirs of a Certain Island, Adjacent to Utopia (1724), puis The Secret History of the Present Intrigues of the Court of Caramania en (1727). En 1746, elle a entrepris un autre journal, The Parrot, qui a attiré sur elle l’attention du gouvernement, et plus encore avec la publication de A Letter from H** G****g, Esq. en 1750. Son engagement politique est devenu plus direct avec The Invisible Spy en 1755 et The Wife en 1756.

## Réception critique
Haywood est notable comme auteure transgressive et sans détours de fictions amoureuses, de pièces et de romans. On s’est longtemps souvenu d’elle plus souvent pour son apparition dans la Dunciade de Pope que pour son propre mérite littéraire. Quoique Pope lui ait fait un point central dans les jeux héroïques de la Dunciade (livre II) Pope l’écarte non à cause de son sexe, mais parce qu’elle n’a rien à dire en propre : il la trouve « vide ». Pope l’attaque pour ses opinions politiques et, implicitement, pour plagiat. Les œuvres de Haywood ont été mises à l’écart lorsque les historiens de la littérature se sont mis à approuver et apprécier le roman masculin et, préférer des œuvres plus chastes ou plus manifestement plus philosophiques au profit des romans érotiques.
Aujourd’hui, Haywood a été considérablement réévaluée à la hausse par la recherche féministe. Depuis les années 1980, l’intérêt pour son œuvre s’est accru. De son temps, ce sont son théâtre et ses écrits politiques qui ont attiré la plupart des commentaires et de l’attention, mais aujourd’hui ce sont ses romans, dont le style est considéré comme novateur, qui suscitent le plus d’intérêt.

## Œuvres

### Romans
- Un amour excessif (1719-1720)
- Fantomina ; or Love in a Maze (1724)
- The Adventures of Eovaii : A Pre-Adamitical History (1736)
- Anti-Pamela; or Feign’d Innocence Detected (1741)
- The Fortunate Foundlings (1744)
- The History of Miss Betsy Thoughtless (1751)
- Betsy Thoughtless (1751)
- The British Recluse (1724)
- The Injur’d Husband
- Idalia; or The Unfortunate Mistress (1723)
- Lasselia; or The Self-Abandon’d
- The Rash Resove; or, The Untimely Discovery (1723)
- Secret Histories, Novels, and Poems (4 volumes, 1724)
- The Masqueraders; or Fatal Curiosity (1724-5)
- The Fatal Secret; or, Constancy in Distress (1724)
- The Surprise (1724)
- The Arragonian Queen: A Secret History (1724)
- The City Jilt; or, The Alderman Turn’d Beau (1726)
- The Force of Nature; or, The Lucky Disappointment (1724)
- Memoirs of a Certain Island Adjacent to the Kingdom of Utopia (1725)
- Bath Intrigues: in four Letters to a Friend in London (1725)
- Memoirs of the Baron de Brosse (1724)
- The Secret History of the Present Intrigues of the Court of Carimania (1726)
- Letters from the Palace of Fame (1727)
- The Unequal Conflict (1725)
- The Fatal Fondness (1725)
- The Mercenary Lover; or, the Unfortunate Heiresses (1726)
- The Double Marriage; or, The Fatal Release (1726)
- The Distressed Orphan; or, Love in a Madhouse (1726)
- Cleomelia; or The Generous Mistress (1727)
- The Fruitless Enquiry (1727)
- The Life of Madam de Villesache (1727)
- Philadore and Placentia (1727)
- The Perplex’d Dutchess; or Treachery Rewarded (1728)
- The Padlock; or No Guard Without Virtue (1728)
- Irish Artifice; or, The History of Clarina (1728)
- Persecuted Virtue; or, The Cruel Lover (1728)
- The Agreeable Caledonian; or, Memoirs of Signiora di Morella (1728)
- The Fair Hebrew; or, A True, but Secret History of Two Jewish Ladies (1729)
- Life’s Progress through the Passions; or, The Adventures of Natura (1748)
- Dalinda; or The Double Marriage (1749)
- The History of Jemmy and Jenny Jessamy (1753)
- The Invisible Spy (1754)

### Écrits politiques
- The Secret History of the Present Intrigues of the Court of Caramania, 1727
- A Letter from H****** G********, Esq., One of the Gentlemen of the Bedchamber of the Young Chevalier (1750).
- The Invisible Spy, 1755
- The Wife, 1756
- Love-Letters on All Occasions Lately Passed between Persons of Distinction (1730)
- A Present for a Servant Maid; or, the Sure Means of Gaining Love and Esteem (1743)
- Epistles for the Ladies (1749)

### Traductions
- Letters from a Lady of Quality (1721)
- La Belle Assemblée (1724) (de Madeleine-Angélique de Gomez)
- La Pierre philosophale des dames, ou les caprices de l’amour et du destin (1723) (de Duperron de Castera)
- Love in its Variety (de Bandello)
- L’Illustre Parisienne (1728) (de Marie-Catherine de Villedieu)
- La Mouche, ou Les avantures de M. Bigand (1741-42) (de Mouhy)
- la Paysanne parvenue (1742) (de Mouhy).
- Un amour excessif (2018) (traduction et édition critique de Baudouin Millet, Classiques Garnier)